# تنگ‌دره

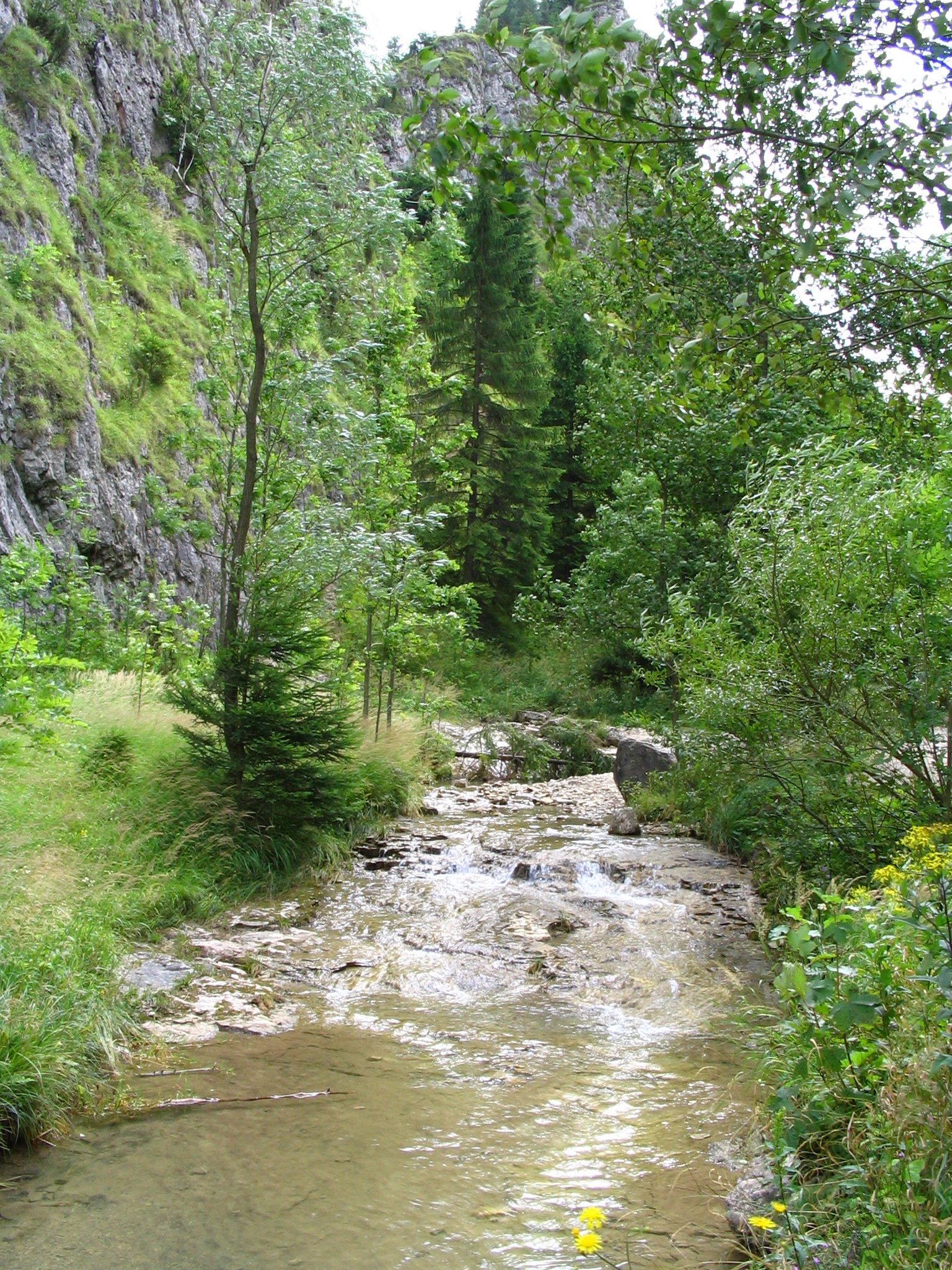
یک تنگ‌دره در پارک ملی پینی، لهستان

تنگ‌دره (انگلیسی: Ravine) زمین‌چهر است که از ژرف‌دره باریک‌تر است و اغلب محصول فرسایش جویبار است. این دره‌ها معمولاً به‌عنوان مقیاس بزرگ‌تر از آبکند و کوچک‌تر از دره طبقه‌بندی می‌شوند.